# Fake (Simply Red)
Fake è un singolo del gruppo musicale britannico Simply Red, il secondo estratto dall'album Home nel 2003.
Pubblicato dopo il successo internazionale di Sunrise, è il secondo singolo consecutivo del gruppo a raggiungere la vetta della Hot Dance Club Play.

## Video musicale
Il videoclip del brano è stato filmato in un nightclub a Watford, in Inghilterra, e diretto da Andy Morahan. Il video ha per protagonista il cantante Mick Hucknall che incontra varie persone che somigliano ad artisti famosi e celebrità. Tra queste ci sono sosia di Eminem, Ozzy Osbourne, Naomi Campbell, Kylie Minogue, Diana Ross, Robert De Niro, Madonna, Britney Spears, Pamela Anderson, Cameron Diaz, Pierce Brosnan, Sean Connery, Halle Berry, Michael Jackson, Joan Collins, Cher, David Beckham e Victoria Beckham, oltre che un sosia dello stesso Hucknall.

## Tracce
1. Fake (Radio Mix) – 3:43
2. Fake (Album Edit) – 3:15
3. Fake (Love To Infinity Classic Radio Mix) – 4:37
4. Fake (Love To Infinity Club Mix) – 7:00
5. Fake (Phunk Investigation Radio Edit) – 3:02
6. Fake (Phunk Investigation Exte-Club Mix) – 7:03
7. Fake (Phunk Investigation In Elettrica Dub Mix) – 7:07

## Classifiche
| Classifica (2003)        | Posizione massima |
| ------------------------ | ----------------- |
| Belgio (Fiandre)         | 54                |
| Belgio (Vallonia)        | 62                |
| Germania                 | 43                |
| Irlanda                  | 49                |
| Italia                   | 7                 |
| Paesi Bassi              | 19                |
| Regno Unito              | 21                |
| Stati Uniti (dance club) | 1                 |
| Svizzera                 | 41                |